# チェコセンター東京支局
チェコセンター東京支局（チェコセンターとうきょうしきょく、チェコ語: České centrum v Tokiu）とは、チェコ文化の普及を目指し活動する団体である。

## 概要
駐日チェコ共和国大使館内に、チェコ外務省の外郭団体の東京支部として、2006年10月にアジア初のチェコセンターとしてオープン。
イベントを通じてチェコ文化関連イベントを行っている。またセンター内には図書閲覧コーナーがあり、その中でチェコ語教室なども行っている。
日本における欧州連合（EU）加盟国文化機関EUNIC Japanのメンバーでもある。

## 活動
2022年、同時期にEU理事会の議長国を務めたチェコ共和国の文化機関であるチェコセンター東京はRun with Europe for a cleaner worldを企画し、EUNIC Japanの主催のもとメンバー国とともに実施をした。